# Poecilopsis oberthuri
Poecilopsis oberthuri là một loài bướm đêm trong họ Geometridae.